# Beniaminów (Łódź)
Pour les articles homonymes, voir Beniaminów.
Beniaminów est une localité polonaise de la gmina et du powiat de Zduńska Wola en voïvodie de Łódź.